# 马克·伯杰
马克·伯杰（英語：Mark Berger，1943年5月14日—）为一位美国音频工程师。他获得过4次奥斯卡最佳音响效果奖，并凭借4次提名全部获奖，创下了奥斯卡奖纪录。他最为人熟知的作品是《教父2》（1974），《飞越疯人院》（1975）和《现代启示录》（1979）。自1973年起他参与制作过170多部电影。

## 背景
伯杰曾在加利福尼亚大学伯克利分校实验心理学专业学习。他参与录制了一些关于反越南的电台纪录片。通过这项工作，他在南方参与了一部聚焦工人公民权利的纪录片。他在新奥尔良花了9个月的时间制作这部电影。当他回到伯克利时，他开始意识到他的拍摄经历比他的学业更具有吸引力。于是随后他找到了一份关于美国国际开发署项目纪录片的录音工作。他在7天的时间里访问了11个国家。

## 职业生涯
在伯杰为纪录片《没有故事的地方》工作之后，沃特·默奇注意到了他。默奇是一位编辑和混音师，曾与乔治·卢卡斯和弗朗西斯·科波拉合作。他试图为科波拉的新电影《对话》招募伯杰，但伯杰致力于前往古巴采访菲德尔·卡斯特罗。当伯杰回国并与默奇取得联系后，他获得了教父2的工作。这是他的第一部故事片。

## 教学
伯杰自2000年以来，一直在加州大学伯克利分校创建并教授本科课程“电影140：电影之声”。

## 家庭
伯杰迎娶了伯克利市议会议员苏珊·温格拉夫。

## 精选影视作品
- 《现代启示录》 (1979)[4]
- 《太空先锋》 (1983)[5]
- 《莫扎特传》 (1984)[6]
- 《英国病人》 (1996)[7]